# Липополисахарид-связывающий белок

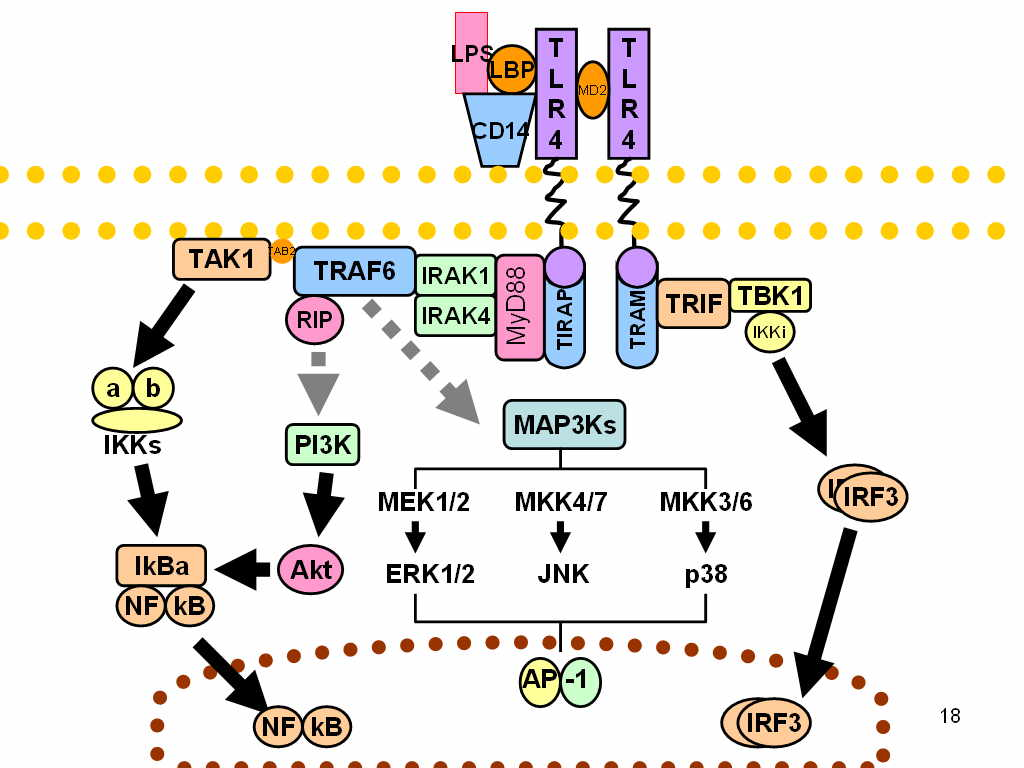
Схема связывания липополисахарида ЛСБ и рецепторным комплексом CD14/TLR4/MD2.

Липополисахарид-связывающий белок (ЛСБ, англ. lipopolysaccharide binding protein, LBP) — секретируемый белок, компонент острой фазы воспаления, который связывает с высокой афинностью бактериальный липополисахарид и усиливает связывание с ним CD14. Таким образом, ЛСБ обеспечивает первый этап в процессе моноцитарного иммунного ответа. 

## Структура
Липополисахарид-связывающий белок состоит из 456 аминокислот, молекулярная масса — около 50 кДа. Содержит 5 участков гликозилирования.

## Функция
ЛСБ образуется при попадании в высший организм грам-отрицательных бактерий, содержащих в составе клеточной стенки липополисахарид. ЛСБ обладает участком высокоафинного связывания липополисахарида. Кроме этого, в ЛСБ есть CD14-связывающий участок. Образующийся комплекс ЛПС/ЛСБ затем взаимодействует с CD14, который в свою очередь активирует TLR4 рецептор.